# Literatura moçambiquesa
La literatura moçambiquesa és la producció literària de Moçambic, generalment escrita en portuguès, a vegades barrejat amb expressions moçambiqueses, i per autors moçambiquesos. Encara és recent, però ja compta amb representants eximis com José Craveirinha, Paulina Chiziane i Mia Couto, i és vital en la literatura lusòfona.
La literatura produïda a Moçambic, igual que altres literatures africanes en els països colonitzats per Portugal, era una extensió de la literatura portuguesa. La producció literària es va sedimentar en la producció escrita des de la dècada del 1940 a través de les revistes publicades pels intel·lectuals i escriptors que en general desafiaven el colonialisme portuguès, com el Brado literário que va circular pel país entre 1918 i 1974 amb texts de Rui Nogar, Marcelino dos Santos, José Craveirinha, Orlando Mendes i Virgílio Lemos, entre d'altres. Al segle xix, la premsa i la literatura estaven a prop, ja que la primera era una alternativa professional per als escriptors que no podien sobreviure de la producció literària. El 1975, quan va arribar la seva independència política, Moçambic encara estava lluny d'un "sistema literari", concepte creat per teòric Antonio Candido, segons la qual un sistema literari comença a existir quan un grup d'escriptors escriuen per a un públic que reacciona influenciant-los per a produir noves obres, i així successivament.

## Orígens
El primer llibre es va imprimir a Moçambic en 1854. Tanmateix això no es va traduir en la generació d'una literatura local llevat excepcions com la de Campos Oliveira (1847-1911), qui va publicar nombrosos poemes durant la seva etapa d'estudiant de dret a l'Índia portuguesa. Al seu retorn a Moçambic en 1866 va publicar revistes Revista Africana i Almanach Popular.
La creació real dels textos literaris genuïnament moçambiquesos va començar només al començament del segle xx. De les mans de la classe intel·lectual assimilada a les ciutats, formada essencialment mestiços i mulats. En 1920 es va fundar la primera associació cultural africana Grémio Africano i la revista O Africano (1909–1918), dels germans José i João Albasini, que el 1918 es van desfer de la revista per fundar O Brado Africano (1918–1974) amb Estácio Dias i Karel Pott, revista en la que van publicar els primers autors moçambiquesos. La primera obra de ficció moçambiquesa fou O livro da dor de João Albasini i Rui de Noronha hi va introduir la poesia en sonets. Altres autors foren Sousa Ribeiro amb Symphonia conspirante (1928), Augusto Conrado amb A Perjura ou a Mulher de Duplo Amor (1931), Fibras d'um coração (1933) i Divagações (1938). Alhora en els seus poemes Rui de Noronha criticava el colonialisme i s'influïa de la tradició oral. En 1941 el periodista Rui Knopfli va fundar la revista Itinerário (1941–1955), que tracta sobre els problemes socials, literaris i culturals de Moçambic i contribuí a l'aparició d'una identitat nacional.
Amb l'establiment de l'Estado Novo en 1933 es va establir una forta censura i es va limitar la llibertat d'expressió i la llibertat de premsa. la fase de formació literària es considera acabada en 1946 amb la publicació pòstuma dels Sonetos de Rui de Noronha.

## Abans de la independència
Fins aleshores es van imitar els models de la literatura europea, però va anar diferenciant-se sota la influència del Neorealisme portuguès i del moviment de la négritude, moviment fundat en 1934 per Léopold Senghor, Aimé Césaire i Léon Damas i que idealitzava la cultura africana i la tradició oral (Mãe-África). A més d'emfatitzar la pròpia africanitat, s'articula pel rebuig del colonialisme i el desig de llibertat i independència. El rebuig al colonialisme es va estendre a autors lusomoçambiquesos com Rui Knopfli o Orlando Mendes
La principal representant de la moçambicanidade fou Noémia de Sousa influïda per la Black Renaissance estatunidenca, l'indigenisme haitià i el negrismo cubà. Va publicar els seus poemes entre 1948 i 1951, quan hagué d'abandonar el país per la repressió política. Tot o que l'antologia dels seus poemes, Sangue negro, no es va publicar fins 1988, la seva petició d'una literatura moçambiquesa independent va influir en les generacions literàries posteriors.
Un altre autor destacat de la moçambicanidade fou José Craveirinha, considerat el pare de la literatura moçambiquesa. De 1945 a 1965 fou l'autor més llegit de Moçambic. Altres autors foren João Dias, autor pòstum de Godido e outros contos (1952), primera obra de ficció popular moçambiquesa, els poetes Rui Nogar i Rui Knopfli, autor de O país dos outros (1959), Virgílio de Lemos, Ruy Guerra, Fonseca Amaral, António Bronze i Orlando Mendes.
El 1944 es va formar el grup Casa dos Estudantes do Império, amb escriptors d'Angola, Cap Verd i Moçambic que eren estudiants a Lisboa, i el 1948 va publicar la revista Mensagem. En 1951 es publicà l'antologia Poesia em Moçambique amb 38 poemes de 23 poetes com Orlando de Albuquerque i Vítor Evaristo. En 1952 es va publicar al revista Msaho, nom d'una dansa chopi, però fou prohibida després de la primera edició a causa dels seus continguts crítics i nacionalistes. A més dels moçambiquesos Noémia de Sousa, Alberto Lacerda, Duarte Galvão i Ruy Guerra hi participaren els portuguesos Augusto dos Santos Abranches, Cordeiro de Brito i Reinaldo Ferreira. També es publicaren les revistes crítiques Moçambique 58/59 (complement de Notícias), A Voz de Moçambique (1960–1975) i Paralelo 20 (1957–1961).
El 1960 es va publicar l'antologia Poetas de Moçambique, publicada pels moçambiquesos a Lisboa, que havien publicat a Itinerário i O Brado Africano. El 1963 es va formar a Lourenço Marques el Núcleo dos Estudantes Secundários Africanos de Moçambique (NESAM), associació cultural que reclamava beques d'estudi per als moçambiquesos negres, i organitzava conferències, debats, projeccions de pel·lícules i una biblioteca pròpia. En formaren port Marcelino Comiche, Albino Magaia i Armando Guebuza i fou prohibida en 1965.
El 1962 es va celebrar a Dar es Salaam, Tanzània el primer congrés del Frente da Libertação de Moçambique (FRELIMO), de caràcter marxista i independentista i que de 1964 a 1975 va dirigir la guerra d'independència de Moçambic. Va rebre el suport i les simpaties de molts escriptors moçambiquesos, raó per la qual José Craveirinha i Rui Nogar foren detinguts per la PIDE.

## Després de la independència
Després de la independència es va crear l'Associação dos Escritores Moçambicanos amb els poetes José Craveirinha, guanyador del Premi Luís de Camões, Albino Magaia, Marcelino dos Santos, Luís Bernardo Honwana, Ungulani Ba Ka Khosa, Eusébio Sanjane i altres. Han destacat també els prosistes Mia Couto, guanyador del Premi Unió Llatina de Literatures Romàniques de 2007, Paulina Chiziane, Eduardo White, Luís Carlos Patraquim, Sebastião Alba, Suleiman Cassamo, Gulamo Khan i Reinaldo Ferreira.